# Комароловка каліфорнійська
Комароловка каліфорнійська (Polioptila californica) — вид горобцеподібних птахів родини комароловкових (Polioptilidae).

## Поширення
Каліфорнійський ендемік. Поширений на Каліфорнійському півострові в Мексиці та на півдні штату Каліфорнія у США. Живе у сухих відкритих лісах або у напівпустелях серед чагарників.

## Опис
Дрібний птах завдовжки до 11 см. Оперення темно-сіре, лише хвіст чорний з білими кінчиками. Крім того у самця є чорна корона на голові. Дзьоб тонкий, чорний.

## Спосіб життя
Територіальний птах, активно захищає свою ділянку від конкурентів. Полює на комах та інших членистоногих. Чашоподібне гніздо будують обидва партнери на нижніх гілках чагарників, на висоті до 1,5 метри. У гнізді 3-5 яєць. Інкубація триває 14 днів. Пташенята залишають гніздо через два тижні. У гнізда комароловки каліфорнійський може підкидувати яйця вашер буроголовий (Molothrus ater).

## Підвиди
- Polioptila californica californica Brewster, 1881
- Polioptila californica atwoodi Mellink & Rea, 1994
- Polioptila californica pontilis van Rossem, 1931
- Polioptila californica margaritae Ridgway, 1904